# Arcoppia piffli
Arcoppia piffli är en kvalsterart som beskrevs av Sandór Mahunka 1999. Arcoppia piffli ingår i släktet Arcoppia och familjen Oppiidae. Inga underarter finns listade i Catalogue of Life.